# Augusto Ramírez Moreno
Augusto Ramírez Moreno (Santo Domingo (Antoquia), 23 de noviembre de 1900-Bogotá, 19 de febrero de 1974) fue un abogado, pensador, político y diplomático colombiano, miembro del Partido Conservador Colombiano, del que fue referente de la facción alzatista.

## Biografía
Nació en Santo Domingo, en el Noroeste de Antioquia, en noviembre de 1900, hijo de Enrique Ramírez Gómez y de Mercedes Moreno Ramírez. Realizó su Educación Secundaria en el Colegio Nacional de San Bartolomé y posteriormente ingresó a la Universidad Nacional de Colombia, de donde se graduó con el título de doctor en Derecho y Ciencias Políticas y Sociales.
En 1920, cuando estaba todavía en la Universidad, fue uno de los fundadores de «Los Leopardos», grupo político de tendencia nacionalista y anticomunista, conformado por Ramírez Moreno, Eliseo Arango Ramos, José Camacho Carreño, Joaquín Fidalgo Hermida y Silvio Villegas. Afiliado al Partido Conservador, a lo largo de su carrera política se desempeñó como Miembro de las Asambleas Departamentales de Antioquia, Tolima y Cundinamarca, Secretario de Hacienda de Cundinamarca, miembro de la Cámara de Representantes y del Senado de la República de Colombia.
Durante el Gobierno de Alberto Lleras Camargo fue Ministro de Gobierno entre 1960 y 1961. Como diplomático fue miembro de la Delegación Colombiana a la IX Conferencia Panamericana de Bogotá, delegado de Colombia a la Asamblea de las Naciones Unidas en París, Francia, en 1948 y Embajador de Colombia en Francia. Fue fundador del periódico Eco Nacional.
Falleció en Bogotá en febrero de 1974.

## Familia
Se casó con Mariela Ocampo Mejía, unión de la cual nacieron nueve hijos, destacando los Ministros Jorge y Augusto Ramírez Ocampo.

## Obras
- Los Leopardos (1935)
- La crisis del Partido Conservador en Colombia (1937)
- Una política triunfante (1941)
- Tratado sobre la falsedad (1944)
- La nueva generación (1966)
- Dialéctica anticomunista (1973)
- Biografía de un contrapunto (1973)
- El Político.